# 1906 (film)

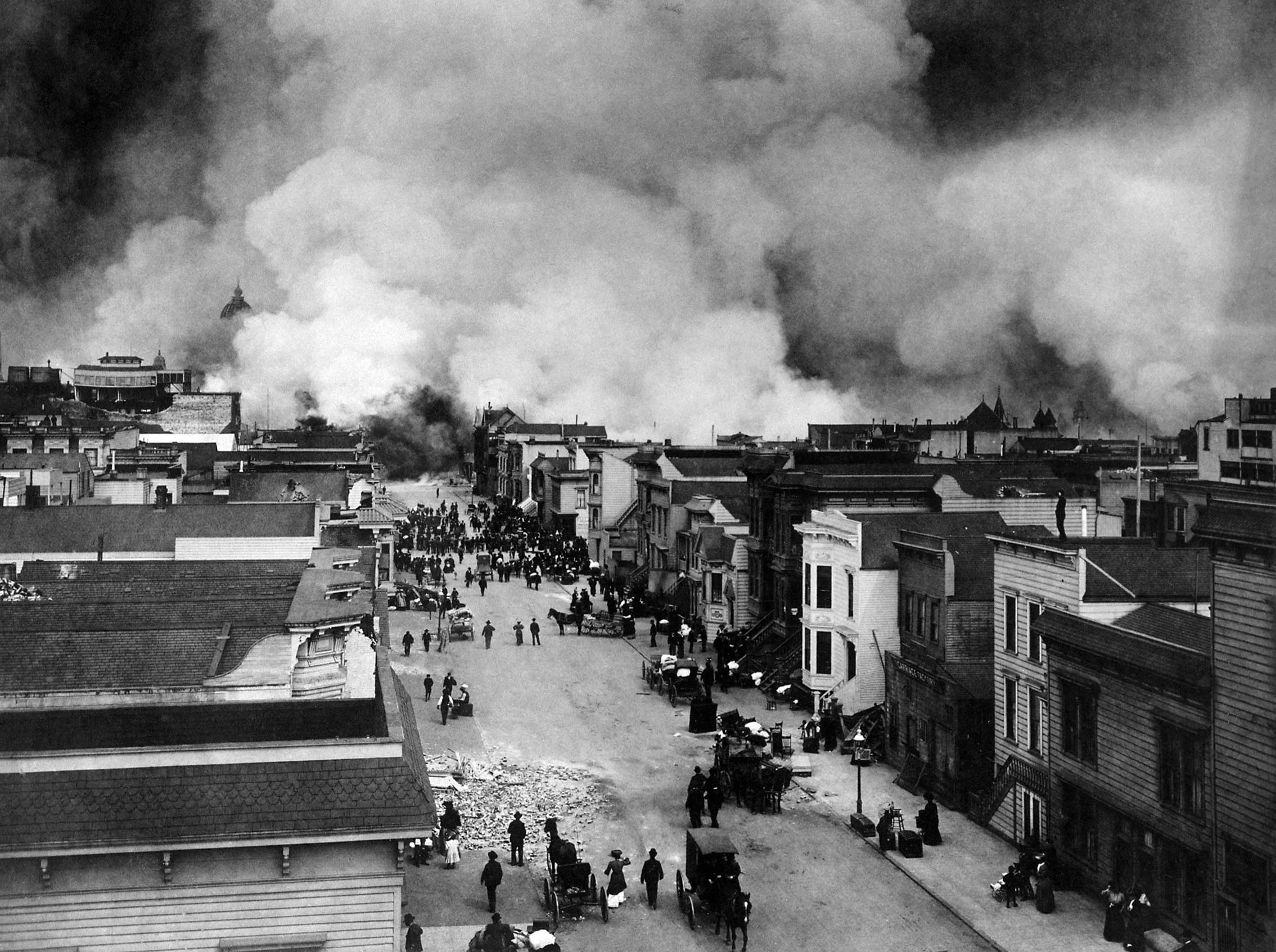

1906 este un film cu dezastre apărut în 2012 și regizat de Brad Bird. Scenariul, scris de Michael Hirst, Aaron Benay, Matthew Benay și Brad Bird după o povestire de James Dalessandro, se bazează pe evenimente dinaintea și din timpul cutremurului din San Francisco din 1906. Filmul examinează apoi corupția din cadrul Guvernului din San Francisco, precum și munca polițiștilor care au lucrat pentru a învinge aceste activități criminale.